# Сахаров, Анатолий Михайлович (историк)
Анато́лий Миха́йлович Са́харов (22 мая 1923, деревня Губино, Московская губерния — 1 апреля 1978, Москва) — советский историк-медиевист, специалист по социально-экономической истории России XIV—XVII веков, проблемам дореволюционной историографии истории России, истории русской средневековой культуры и Московского университета. Доктор исторических наук, профессор МГУ.

## Биография
Поступил на первый курс Истфака МГУ в 1940 году. 
Участник Великой Отечественной войны.
В 1949 году закончил исторический факультет МГУ, с 1950 года преподавал на нём, в 1953 году защитил кандидатскую диссертацию «Феодальные города Северо-Восточной Руси XIV—XV вв.», опубликованную в 1959 году в качестве монографии. В 1972 году защитил докторскую диссертацию «Проблемы образования Российского государства в дореволюционной историографии (Из истории отечественной исторической науки». В 1953—1956 — заведующий редакцией истории СССР издательства «Большая советская энциклопедия», в 1959—1962 — директор Научной библиотеки МГУ им. А. М. Горького. С 1971 года возглавлял созданную на факультете лабораторию истории русской культуры, с 1974 года заведовал кафедрой истории СССР периода феодализма.
В 1982 году посмертно стал лауреатом Государственной премии СССР за участие в подготовке многотомных «Очерков русской культуры XIII—XVII вв.», главным редактором которых являлся.
"Умным и принципиальным человеком, талантливым ученым" называла его в своих мемуарах Е. В. Гутнова.

## Научные труды

### Монографии
- Московский университет за 200 лет. Исторический очерк (совм. с Д. К. Шелестовым). М., 1955;
- Очерки истории СССР. XVII век. (Пособие для учителей). М., 1958;
- Города Северо-Восточной Руси XIV—XV вв. М., 1959;
- Очерки истории русской культуры IX—XVII вв. (совм. с А. В. Муравьёвым). М., 1962 (2-е изд. 1983);
- Московский университет в советское время (совм. с Л. В. Кошман). М., 1967;
- Образование и развитие Российского государства в XIV—XVII вв. М., 1969;
- Историография истории СССР. Досоветский период. М., 1978;
- Методология истории и историография. М., 1981.

### Статьи
- Сахаров А. М. Образование единого Российского государства и идейное воздействие церкви на этот процесс // Вопросы научного атеизма. Вып. 20. Актуальные проблемы истории атеизма и религии / Редкол. А. Ф. Окулов (отв. ред.); Акад. обществ. наук ЦК КПСС. Ин-т научного атеизма. — М.: Мысль, 1976. — С. 170—189. — 327 с. — 19 200 экз.